# Ceratobaeus longituberculatus
Ceratobaeus longituberculatus är en stekelart som beskrevs av Durgadas Mukerjee 1981. Ceratobaeus longituberculatus ingår i släktet Ceratobaeus och familjen Scelionidae. Inga underarter finns listade i Catalogue of Life.